# محمد الكفرينى
محمد الكفرايني (1 سبتمبر 1975) هو رياضي وعداء مسافات متوسطة أردني. شارك في سباق 800 متر للرجال في دورة الألعاب الأولمبية الصيفية 2000.